# Пайът (окръг, Илинойс)
Окръг Пайът (на английски: Piatt County) е окръг в щата Илинойс, Съединени американски щати. Площта му е 1140 km², а населението - 16 493 души. Административен център е град Монтисело.